# Istorija fizike
Istorija fizike započinje još u praistorijska vremena, kada je pračovek sticao prva iskustvena fizička znanja. On je naučio da upotrebljava na primer polugu, iako nije znao zakon na kojem se zasniva njezina upotreba. Od davnina su ljudi pokušavali da proniknu u ponašanje i osobine materije, da nađu odgovore na pitanje zašto objekti padaju na zemlju kada izgube oslonac, zašto različiti materijali imaju različite osobine, i slično. Fizička znanja iskustveno su se sticala i u prvim civilizacijama: Kini, Mesopotamiji, Egiptu i Indiji. Iako se tih iskustvenih znanja dosta nakupilo, ipak su se ona tek počela objašnjavati tek u staroj Grčkoj. Tajnovita je bila i priroda svemira, kao na primer oblik Zemlje, ponašanje i kretanje Sunca i Meseca. Mnoštvo teorija je pokušavalo da objasni te pojave, ali većina od njih na pogrešan način, jer nikada nisu bile potvrđene eksperimentima.

## Antička fizika
Tales iz Mileta (640. ili 624. p. n. e. – oko 547. p. n. e.), grčki filozof predsokratovac, tradicionalno se smatra prvim zapadnjačkim filozofom i ocem nauke. Bez obzira što je raspolagao malom količinom znanja, pokušao je da nađe međusobnu povezanost pojava, a tvrdio je da je sve proizašlo iz jednog praelementa – vode.
Praelemente su tražili i drugi stari Grci, pa se tako kao praelement isticao vazduh ili vatra. Empedoklo (oko 490. p. n. e. - 430. p. n. e.) smatrao je da postoje četiri praelementa: zemlja, voda, vazduh i vatra, od kojih svaki može imati i četiri kakvoće: toplo, vlažno, hladno i suvo.
Pitagorejska škola (ili Pitagorejci - naziv je kojim se označuju sledbenici učenja grčkog filozofa Pitagore) su napravili razliku između nebeskog područja, koje je savršeno i nepromenjivo, i zemaljskog, koje je promenjivo i nesavršeno.

### Demokrit
Demokrit (460. p. n. e. - 370. p. n. e.) je naprotiv smatrao da se celi svet sastoji od dva dela: punog i praznog. Puni se sastoji od malih čestica koje su nedeljive i nazivaju se atomi. Svi fizički procesi po njemu, nastaju zbog neprekidnog skupljanja i razdvajanja atoma.

### Platon
Prema Empedoklu tela se razdvajaju ili spajaju mržnjom ili ljubavlju. To su u biti sile, ali su shvaćene u psihološkom smislu. Silu je i Platon (428. p. n. e. ili 427. p. n. e. - 347. p. n. e. ili 348. p. n. e.) shvatao u psihološkom smislu. Po Platonu postoji težnja da se slično spoji sa sličnim. Zbog toga i elementi, zemlja, voda, vazduh i vatra, zauzimaju svoja mesta.

### Aristotel
Aristotel (384. p. n. e. - 322. p. n. e.), slično Platonu, je tvrdio da elementi teže svom prirodnom mestu i takvo kretanje nazivao prirodnim kretanjem. Sva druga kretanja su nasilna i potiču uvek od sile kojoj je uzrok u prvom pokretaču. Tako je za nasilna kretanja uvek potrebna sila, bez obzira kakvo je kretanje. Prostor je za Aristotela ograničen i pun. Aristotel prihvata razliku zemaljskog i nebeskog područja za koja vrede različite fizike. Aristotelova fizika je imala veliki uticaj na razvoj nauka.

### Arhimed
Arhimed (oko 287. p. n. e. - 212. p. n. e.), za razliku od Aristotela, uveo je u fiziku proračune, pa je tako prvi dao matematički zakon za polugu, a kasnije je utvrdio i Arhimedov zakon: Telo uronjeno u tečnost lakše je za težinu istisnute tečnosti. Arhimedov vijak je naprava koja se često tokom istorije upotrebljavala za premeštanje vode u kanale za natapanje. Arhimedova ili obična koturača se sastoji od nekoliko pomičnih i nekoliko nepomičnih točkova koji su smešteni u dva kućišta. Arhimed je možda koristio ogledala koja deluju zajedno kao parabolični reflektor da bi spalio brodove koji su napadali Sirakuzu.

## Srednjevekovna fizika
Aristotelova prirodna filozofija, koja je uključivala i fiziku, bila je generalno prihvaćena u srednjem veku. Čak i Rodžer Bejkon (oko 1214—1294), koji je smatrao da je eksperiment merodavan za stvaranje mišljenja o nekom naučnom problemu i koji je tražio da se u nauci vrše eksperimenti, bio je pobornik Aristotelove prirodne filozofije i svoje zaključke je donosio unutar nje.
Ipak je u srednjem veku došlo do izvjesnog napretka i do novih naučnih rezultata, posebno u optici, magnetizmu i u meteorologiji. Optika je doživela izvanredan napredak tokom srednjeg veka, posebno u razdoblju od oko 1250. do 1350. Zanimanje za optičke probleme začeo je arapski naučnik Ibn Hejsam (965. – 1040), koji je izvršio izvanredan uticaj na muslimanski Istok i na latinski Zapad. Od optičkih problema opet se najviše istraživao problem duge. Ditrih iz Frajberga (1250. – 1310), poznat i kao Teodorik iz Frajberga, dao je rešenje postanka dve duge, koje je gotovo u potpunosti kasnije preuzeo Rene Dekart (1596—1650).
Problem plime i oseke (morske mene) uspešno je rešavan u srednjem veku, pa su Đjakomo Dondi (1290. –1359) i zadranin Federik Grisogono Bartolačić (1472. – 1538) dali tačan opis plime i oseke, i njihove međusobne odnose. U srednjem veku su rešavani i mnogi drugi fizički problemi, ali su gotovo svi bili rešavani u okviru Aristotelove, takozvane peripatetičke prirodne filozofije.

## Klasična fizika
Novi vek je obeležen pojavom novih pogleda na materijalnu stvarnost. Već je Nikola Kuzanski (1401—1464) tvrdio da je prostor beskonačan, a to su kasnije prihvatili Đordano Bruno (1548—1600) i Frane Petrić (1529—1597) s ostrva Cresa. Time se počelo napuštati Aristotelovo učenje o ograničenom prostoru.

### Galileo Galilеј
Novu mehaniku, koja je bitno različita od Aristotelove prirodne filozofije, dao je Galileo Galilej (1564. – 1642). Njegova mehanika se zasniva na čisto matematičkim izrazima. Galileo je matematički izvodio svoje zaključke iz nekih početnih tvrdnji, a zatim ih je potvrđivao i eksperimentom. Najpoznatiji je njegov zaključak za jednoliko ubrzano kretanje (ubrzanje), koji tvrdi da pređeni putevi se odnose kao kvadrati proteklih vremena. Osim toga, Galileo je dobro odredio i kretanje kod kosog izbacivanja tela (kosi hitac), tvrdeći da je to složeno kretanje. Galilejeva mehanika je bila samo kinematika, on nije raspravljao o sili, smatrajući taj pojam nejasnim.

### Rene Dekart
Rene Dekart (1596—1650) je uveo pojam očuvanja kretanja, što je bio prvi zakon očuvanja jedne fizičke veličine.

### Robert Bojl
U 17. veku postalo je jasno da zemlja, voda, vazduh i vatra nisu u osnovi svih stvari, jer se mogu dalje rastavljati. Oštru kritiku tih elemenata dao je Robert Bojl (1627—1691). Umesto tih elemenata, u to doba su sve više naučnici prihvaćali Demokritov atomizam koji je bolje odgovarao opštim atomističkim shvatanjima u matematici i fizici tog doba. Na temelju atomističkog shvatanja i Bojlove kritike tražio se tada model strukture materije. Stvaranju tog modela pomogli su Bojlovi eksperimenti s gasovima (Bojl-Mariotov zakon), a gas je bio vrlo podesan da se na njemu izučava model strukture materije, jer se mogao pritiskati, a i širiti (ekspandirati) ako nije bio u tome sprečen. Izneseno je više teorija koje se mogu podeliti na one koje pretpostavljaju statički model gasa i one koje predlažu kinematički (kinetička teorija gasova). Prema kinematičkom modelu čestice imaju veliku brzinu, te jure kroz prostor ispunjen vrlo finim fluidom. Pod uticajem Dekartove fizike, naučnici su smatrali da kretanje čestica dolazi od vrtloga u tom fluidu. Isak Njutn (1643—1728) je zastupao statički model udaljenih čestica medu kojima deluje sila (gravitaciona sila).

### Kristijan Hajgens
Aristotelova prirodna filozofija i atomistička shvatanja odražavala su se još u 18. veku, posebno vezano uz shvatanje prirode svetlosti. Aristotel je tvrdio da je svetlost talas, a Demokrit je bio mišljenja da se kroz prostor šire čestice koje prenose svetlost. I jedno i drugo gledište prihvaćeno je u 18. beku, Dekart je prihvatio prirodu svetlosti kao talasa koji se širi kroz fluid, a Kristijan Hajgens (1629—1695) je isto izgradio svoju teoriju talasnog širenja svetlosti. S druge strane, Njutn se priklonio teoriji čestica i na osnovu toga zasnovao svoju korpuskularnu teoriju svetlosti.

### Isak Njutn
Isak Njutn (1643—1728) je dovršio stvaranje nove prirodne filozofije, odnosno fizike, koja se obično naziva Njutnova ili klasična mehanika. U prvom redu on je, na osnovu Keplerovih zaključaka o privlačenju među nebeskim telima i drugih nastojanja u 17. veku, objasnio Njutnov zakon gravitacije. Iz njega je matematički izveo Keplerove zakone i to je smatrao dokazom da je pretpostavka izrečena zakonom gravitacije dobro izabrana. Newton je smatrao da taj zakon vredi i za mehaniku na Zemlji, pa da je uzrok padanja kamena u toj opštoj gravitaciji, a da on vredi i u nebeskim prostranstvima. Ipak, Njutn nije odredio prirodu tog privlačenja (gravitacije), budući da bi to zahtevalo da se postavljaju pretpostavke koje ne proizlaze iz eksperimenta, što je on smatrao nedopustivim.
Na osnovu Galilejevih, Dekartovih i drugih pogleda iz 17. veka, Njutn je objasnio pojavu ustrajnosti (zakon inercije), temeljni zakon kretanja, te zakon akcije i reakcije. Ta tri Njutnova zakona kretanja (Njutnovi aksiomi) su postavljena na osnovu mehanike (Njutnova mehanika) i iz njih su matematički deduktivno izvedene ostale tvrdnje (u Njutnovom delu Philosophiae naturalis principia mathematica 1687). Njutnova metoda je bila geometrijska i pod snažnim uticajem Euklida. Njutn je, pored tih zakona kretanja, postavio na početak svoje mehanike i nekoliko pojmova koje je odredio, kao što su masa, veličina kretanja, sila inercije (tromost) i drugo, dok neke druge pojmove kao što su prostor, vreme i kretanje nije odredio, smatrajući te pojmove potpuno poznatim. Prihvatio je od Đordana Bruna pojam beskonačnog prostora koji je homogen i nazivao ga apsolutnim prostorom. Vreme je takođe smatrao apsolutnim. Iako je sve tvrdnje Njutn odredio generalno, ipak je mehaniku ograničio samo na Sunčev sistem. Proširenje Njutnove mehanike na celi svemir izvedeno je tek u 19. veku.

### Leonard Ojler
Leonard Ojler (1707—1783), Žan le Ron d'Alamber (1717. – 1783) i Žozef Luj Lagranž (1736. – 1813) dali su Njutnovoj mehanici analitički oblik, pa je tako nastala analitička mehanika. Ti su naučnici iz jedinstvenih načela izveli analitički sva područja mehanike.

### Gotfrid Vilhelm Lajbnic
Gotfrid Vilhelm Lajbnic (1646—1716) i njegovi sledbenici bili su uvereni da se u prirodi ne događaju skokovi, pa su postavili takozvani zakon neprekinutosti koji vredi bez izuzetka u prirodi. U 18. veku taj je zakon doživeo brojne kritike budući da nije u skladu s mnogim iskustvenim činjenicama (između ostaloga protivio se slučaju skoka brzine pri sudaru dve kuglice).

### Ruđer Bošković
Nastojanje da spasi Lajbnicov zakon neprekinutosti navelo je Ruđera Boškovića (1711. –1787) da formira sasvim novu teoriju o strukturi materije. Po njegovoj teoriji, sila je među česticama na vrlo malim udaljenostima odbojna, zatim nekoliko puta menja predznak i u većim udaljenostima postaje privlačna. Ta su gledišta gnatno uticala na razvoj fizike 19. veka.

### Tomas Jang
Iako je u 18. veku generalno prihvaćena talasna teorija svetlosti, ipak je takvo shvatanje postanka boja kao mešanja svetlosti i tame stvaralo mnoge poteškoće (optika). Mnogi su naučnici opazili da se prolaskom svetlosti kroz prizmu dobija niz različitih boja. Njutn je, tražeći uzrok toj pojavi, na temelju mnogih eksperimenata zaključio da je bela svetlost sastavljena od niza boja koje je nazvao spektar. U 18. veku nije bilo moguće da se potvrdi koju teoriju svjetlosti treba prihvatiti. Ali kada je Tomas Jang (1773—1829) oko 1800. otkrio interferenciju (difrakciju talasa) svetlosti i talase svetlosti uporedio s talasim vode ili zvuka, bila je talasna teorija svetlosti gotovo jednodušno prihvaćena.

### Danijel Bernuli
Atomistička shvaćanja u 17. i 18. veku uticala su i na poimanje toplote. Većina naučnika, koja je prihvatala atomističku strukturu materije, u to doba je zamišljala i da toplota dolazi od kretanja atomskih čestica. Danijel Bernuli (1700. – 1782) dao je model gasa na osnovu pojma kretanja čestica. On je utvrdio da povećanju toplote odgovara povećanje brzine čestica. Takvo su shvatanje takođe zastupali Ojler, Lavoazje i Laplas.

### Šarl-Ogisten de Kulon
Elektricitet su grčki atomisti tumačili mehaničkim dodirom između tela koji privlači i onog tela koji je privučeno. Ta fizička veza po njima potiče od natrljanog jantara ili magneta. Vilijam Gilbert (1544. – 1603) je prihvatio tu teoriju i zamislio da se oko natrljanog jantara ili oko magneta stvara neki efluvij. Kao atomistička teorija toplote tako je i atomistička teorija elektriciteta doživela promenu u 18. beku zbog novih eksperimenata i shvatanja. Šarl Djufe (1698. – 1739) je tvrdio da postoje dve vrste elektriciteta, pa tako natrljano staklo odbija natrljano staklo, natrljani jantar odbija natrljani jantar, a natrljano staklo privlači natrljani jantar. On je efluvijum tumačio kao vrtlog koji okružuje svaki električni objekt. To je podstaklo na razmišljanje da je i elektricitet fluid. Bendžamin Frenklin (1706—1790) je konačno prihvatio postojanje samo jednog električnog fluida, koga može biti više ili manje od normalnog. To je omogućilo precizna merenja koja su pomogla da Šarl-Ogisten de Kulon (1736. –1806) dođe do Kulonovog zakona: Veličina elektrostatičke sile između dva tačkasta naboja direktno je srazmjerna umnošku veličine oba naboja i obrnuto srazmerna kvadratu udaljenosti r između njih, koji je uveo pojmove električni naboj i elektrostatička sila.

### Amedeo Avogadro
Jedan od prvih modernih modela strukture materije dao je Džon Dalton (1766—1844). On je prihvatio atomističku strukturu materije i zamislio da svaki atom okružuju ljuske s atmosferom toplote i tako omogućuju fizički dodir među atomima. Nove podatke o strukturi materije pribavili su eksperimenti s gasovima. Posebno su bili važni eksperimenti koje je obavio Žozef Luj Ge-Lisak (1778—1850), na temelju kojih je Amedeo Avogadro (1776—1856) izgradio novi model strukture materije. On je pretpostavio da su atomi rasuti u praznom prostoru i da se atomi spajaju u molekule. Na temelju Avogadrovog zakona, on je uspeo da objasni gotovo sve hemijske rezultate poznate u njegovo doba.

### Džejms Džul
Iako je Lajbnic uveo pojam žive sile koja je u biti energija, ipak tada još nije bio poznat pojam energije generalno. Lavoazje i Laplas poistovetili su toplotu sa Lajbnicovim pojmom žive sile, čime je uspostavljena veza između toplote i mehaničke energije. Početkom 19. veka na temelju mnogih eksperimenataa postalo je jasno da mora da postoji neko jedinstveno pravilo na kojem se temelje mehaničke i toplotne pojave. Robert Majer (1814. – 1878) je dokazao da postoji povezanost mehaničkih i toplotnih pojava, te očuvanje svih oblika energije. To je sve više upozoravalo na to da bi ipak morala biti verovatnija pretpostavka kinetičke teorije toplote (kinetička teorija gasova) nego fluida. Teoriju toplote na osnovu kretanja čestica dao je Džejms Džul (1818—1889).

### Majkl Faradej
Početkom 19. veka fizičari su pretežno verovali da postoji neko delovanje na daljinu i postupali su s tim pojmom samo iskustveno, ne pitajući se kakav je stvarni mehanizam tog delovanja. Na sličan način bi delovala međusobno dva naelektrisana tela, magneti, ali i tela privlačena generalno gravitacionom silom. Zaobilaženje biti problema počelo je sve više da smeta daljnjem razvoju fizike i bilo je nužno da se pronađe upravo taj mehanizam delovanja sile. Majkl Faradej (1791—1867) je u početku tražio taj mehanizam u Boškovićevoj ideji središta sila. Međutim, Gilbertovi eksperimenti, koji su pokazali da se željezna piljevina postavlja u određene krivulje oko magneta, dopunili su tu početnu ideju. Nakon toga Faradaj je tvrdio da su magnetske linije sila realne, iako nevidljive i da one prenose međusobno delovanje tela. Te linije same po sebi nisu materija ali nastaju zgušnjavanjem etra, za koji je Faradej uzimao da ispunjava prostor i omogućava zračenje ugrejanih tela. Prostor ispunjen tim magnetnim linijama nazivao je Faradej magnetno polje, a isto tako prostor koji okružuje električno nabijeno telo, električno polje.

### Džejms Klerk Maksvel
Džejms Klerk Maksvel (1831—1879) je proizveo matematički oblik za Faradejeve eksperimentalne rezultate, posebno za njegove eksperimente delovanja magnetskog polja na električno, i obratno. Maksvel je dobio skup jednačina polja iz kojih je izvodio i takve rezultate koji još nisu bili provereni eksperimentima. Po Maksvelu, za neku dugu ravnu žicu koja provodi električnu struju, postoji u okolnom prostoru elektromagnetsko polje. Ako električni naboji u žici dobijaju ubrzanje (akceleraciju), prema Maksvelovim jednačinama vidi se da je time odaslan u okolni prostor impuls neke energije i taj se širi brzinom svetlosti. Zbog toga je Maksvel zaključio da je svetlost elektromagnetni talas.

### Hajnrih Herc
Vilijam Heršel (1738—1822) istraživao je toplotna svojstva spektra (1801) i utvrdio da se toplotni učinak povećava u blizini vidljivog dela spektra svetlosti. Iste je godine Johan Vilhelm Riter (1776. – 1810) pustio da padne spektar Sunca na ploču pokrivenu srebrovim nitratom i opazio da se crnilo širi prema ljubičastom delu spektra. Time je postalo jasno da vidljiva svetlost prestavlja samo deo neprekinutog spektra elektromagnetskih talasa Hajnrih Herc (1857—1894) je pokazao 1888. da se oscilacijama iskre između dve kuglice, spojene na izvor električne struje, stvara elektromagnetni talas koji može proizvesti iskru između drugog para kuglica, postavljenog na nekoj udaljenosti od prvih, pa je na taj način potvrdio Maksvelovu teoriju, barem za frekvencije koje su različite od frekvencija vidljive svetlosti.

### Nikola Tesla
U svjetskoj istoriji Nikola Tesla (1856—1943) ima visoko opšte priznato mesto po svojim brojnim tehničkim otkrićima na polju elektrotehnike, elektronike, energetike i mašinstva, a posebno u primeni naizmenične električne struje, kao što su okretno magnetsko polje i višefazni sistem naizmeničnih struja (indukcioni ili asinhroni elektromotor, te električni generatori na osnovu okretnog magnetnog polja), naizmenični sistem prenosa i raspodele električne energije. Uporedo s tim radio je na novim otkrićima kao što su bežični prenos energije i daljinsko upravljanje brodovima, osmišljava Teslin transformator, Teslinu turbinu i drugo. Tesla je takođe prethodnik ideje niza tehničkih dostignuća koja su kasnije ostvarena kao što su: robotika, radioveza, globalna komunikacijska mreža (internet), televizor, računar, vazduhoplovi s vertikalnim uzletanjem, laser, akcelerator čestica, krstareće rakete, nove vrste turbina, radar, vakuumska cev, fluorescentna cev, veštački satelit i drugo. Tesla spada među 14 svetskih naučnika po kojima su nazvane fizičke jedinice u Međunarodnom sistemu mernih jedinica: 1 T (Tesla).

## Literatura
- Agar, Jon (2012), Science in the Twentieth Century and Beyond, Cambridge: Polity Press, ISBN 978-0-7456-3469-2.
- Aristotle Physics translated by Hardie & Gaye
- Ben-Chaim, Michael (2004), Experimental Philosophy and the Birth of Empirical Science: Boyle, Locke and Newton, Aldershot: Ashgate, ISBN 978-0-7546-4091-2, OCLC 53887772.
- Bertolini Meli, Domenico (1993), Equivalence and Priority: Newton versus Leibniz, New York: Oxford University Press.
- Biagioli, Mario (1993), Galileo, Courtier: The Practice of Science in the Culture of Absolutism, Chicago: University of Chicago Press, ISBN 978-0-226-04559-7, OCLC 185632037.
- Bos, Henk (1980), „Mathematics and Rational Mechanics”,  Ур.: Rousseau, G. S.; Porter, Roy, The Ferment of Knowledge: Studies in the Historiography of Eighteenth Century Science, New York: Cambridge University Press, PMC 1139043 .
- Buchwald, Jed (1985), From Maxwell to Microphysics: Aspects of Electromagnetic Theory in the Last Quarter of the Nineteenth Century, Chicago: University of Chicago Press, ISBN 978-0-226-07882-3, OCLC 11916470.
- Buchwald, Jed (1989), The Rise of the Wave Theory of Light: Optical Theory and Experiment in the Early Nineteenth Century, Chicago: University of Chicago Press, ISBN 978-0-226-07886-1, OCLC 18069573.
- Buchwald, Jed (1994), The Creation of Scientific Effects: Heinrich Hertz and Electric Waves, Chicago: University of Chicago Press, ISBN 978-0-226-07888-5, OCLC 29256963.
- Darrigol, Olivier (2005), Worlds of Flow: A History of Hydrodynamics from the Bernoullis to Prandtl, New York: Oxford University Press, ISBN 978-0-19-856843-8, OCLC 237027708.
- Drake, Stillman (1978), Galileo at Work: His Scientific Biography, Chicago: University of Chicago Press, ISBN 978-0-226-16226-3, OCLC 185633608.
- Galison, Peter (1997), Image and Logic: A Material Culture of Microphysics, Chicago: University of Chicago Press, ISBN 978-0-226-27917-6, OCLC 174870621.
- Garber, Daniel (1992), Descartes' Metaphysical Physics, Chicago: University of Chicago Press.
- Garber, Elizabeth (1999), The Language of Physics: The Calculus and the Development of Theoretical Physics in Europe, 1750–1914, Boston: Birkhäuser Verlag.
- Gaukroger, Stephen (2002), Descartes' System of Natural Philosophy, New York: Cambridge University Press.
- Glick, Thomas F.; Livesey, Steven John; Wallis, Faith (2005), Medieval Science, Technology, and Medicine: An Encyclopedia, Routledge, ISBN 978-0-415-96930-7, OCLC 218847614
- Greenberg, John (1986), „Mathematical Physics in Eighteenth-Century France”, Isis, 77: 59—78, doi:10.1086/354039.
- Golinski, Jan (1999), Science as Public Culture: Chemistry and Enlightenment in Britain, 1760–1820, New York: Cambridge University Press, PMC 1036800 .
- Guicciardini, Niccolò (1989), The Development of Newtonian Calculus in Britain, 1700–1800, New York: Cambridge University Press.
- Guicciardini, Niccolò (1999), Reading the Principia: The Debate on Newton's Methods for Natural Philosophy from 1687 to 1736, New York: Cambridge University Press.
- Hall, A. Rupert (1980), Philosophers at War: The Quarrel between Newton and Leibniz, New York: Cambridge University Press.
- Heilbron, J. L. (1979), Electricity in the 17th and 18th Centuries, Berkeley: University of California Press.
- Hunt, Bruce (1991), The Maxwellians, Ithaca: Cornell University Press.
- Jungnickel, Christa; McCormmach, Russell (1986), Intellectual Mastery of Nature: Theoretical Physics from Ohm to Einstein, Chicago: University of Chicago Press.
- Kragh, Helge (1999), Quantum Generations: A History of Physics in the Twentieth Century, Princeton: Princeton University Press.
- Rashed, R.; Morelon, Régis (1996), Encyclopedia of the History of Arabic Science, 2, Routledge, ISBN 978-0-415-12410-2, OCLC 34731151.
- Schweber, Silvan (1994), QED and the Men Who Made It: Dyson, Feynman, Schwinger, and Tomonaga, Princeton: Princeton University Press.
- Shea, William (1991), The Magic of Numbers and Motion: The Scientific Career of René Descartes, Canton, Massachusetts: Science History Publications.
- Smith, Crosbie (1998), The Science of Energy: A Cultural History of Energy Physics in Victorian Britain, Chicago: University of Chicago Press.
- Smith, Crosbie; Wise, M. Norton (1989), Energy and Empire: A Biographical Study of Lord Kelvin, New York: Cambridge University Press.
- Buchwald, Jed Z. and Robert Fox, eds. The Oxford Handbook of the History of Physics (2014) 976pp; excerpt
- Byers, Nina; Williams, Gary (2006). Out of the Shadows: Contributions of Twentieth-Century Women to Physics. Cambridge University Press. ISBN 978-0-521-82197-1.
- Cropper, William H. (2004). Great Physicists: The Life and Times of Leading Physicists from Galileo to Hawking. Oxford University Press. ISBN 978-0-19-517324-6.
- Dear, Peter (2001). Revolutionizing the Sciences: European Knowledge and Its Ambitions, 1500–1700. Princeton: Princeton University Press. ISBN 978-0-691-08859-4. OCLC 46622656..
- Gamow, George (1988). The Great Physicists from Galileo to Einstein. Dover Publications. ISBN 978-0-486-25767-9.
- Heilbron, John L. (2005). The Oxford Guide to the History of Physics and Astronomy. Oxford University Press. ISBN 978-0-19-517198-3.
- Nye, Mary Jo (1996). Before Big Science: The Pursuit of Modern Chemistry and Physics, 1800–1940. New York: Twayne. ISBN 978-0-8057-9512-7. OCLC 185866968..
- Segrè, Emilio (1984). From Falling Bodies to Radio Waves: Classical Physicists and Their Discoveries. New York: W. H. Freeman. ISBN 978-0-7167-1482-8. OCLC 9943504..
- Segrè, Emilio (1980). From X-Rays to Quarks: Modern Physicists and Their Discoveries. San Francisco: W. H. Freeman. ISBN 978-0-7167-1147-6. OCLC 237246197..
- Weaver, Jefferson H., ур. (1987). The World of Physics. Simon and Schuster. ISBN 978-0-671-49931-0. A selection of 56 articles, written by physicists. Commentaries and notes by Lloyd Motz and Dale McAdoo.
- de Haas, Paul, "Historic Papers in Physics (20th Century)"